# Lucas Johansen
Lucas Johansen, född 16 november 1997, är en kanadensisk professionell ishockeyback som är kontrakterad till Washington Capitals i National Hockey League (NHL) och spelar för Hershey Bears i American Hockey League (AHL). Han har tidigare spelat för Kelowna Rockets i Western Hockey League (WHL).
Johansen draftades av Washington Capitals i första rundan i 2016 års draft som 28:e spelare totalt.
Han är yngre bror till Ryan Johansen som spelar i Nashville Predators.

## Statistik
| 2012–2013  | Vancouver NE Chiefs | BCEHL      | 40  | 3  | 7  | 10 | 8  | 3  | 0 | 1  | 1  | 0  |
| 2013–2014  | Vancouver NE Chiefs | BCEHL      | 40  | 7  | 17 | 24 | 26 | —  | — | —  | —  | —  |
| 2014–2015  | Kelowna Rockets     | WHL        | 65  | 1  | 7  | 8  | 16 | 19 | 1 | 4  | 5  | 6  |
| 2015–2016  | Kelowna Rockets     | WHL        | 69  | 10 | 39 | 49 | 20 | 18 | 2 | 6  | 8  | 8  |
| 2016–2017  | Kelowna Rockets     | WHL        | 68  | 6  | 35 | 41 | 39 | 17 | 0 | 8  | 8  | 6  |
| 2017–2018  | Hershey Bears       | AHL        | 74  | 6  | 21 | 27 | 22 | —  | — | —  | —  | —  |
| 2018–2019  | Hershey Bears       | AHL        | 45  | 3  | 11 | 14 | 22 | 9  | 0 | 2  | 2  | 2  |
| 2019–2020  | Hershey Bears       | AHL        | 9   | 0  | 2  | 2  | 2  | —  | — | —  | —  | —  |
| 2020–2021  | Hershey Bears       | AHL        | 5   | 0  | 2  | 2  | 2  | —  | — | —  | —  | —  |
| 2021–2022  | Washington Capitals | NHL        | 1   | 0  | 1  | 1  | 0  | —  | — | —  | —  | —  |
|            | Hershey Bears       | AHL        | 22  | 3  | 4  | 7  | 6  | —  | — | —  | —  | —  |
| NHL totalt | NHL totalt          | NHL totalt | 1   | 0  | 1  | 1  | 0  | —  | — | —  | —  | —  |
| AHL totalt | AHL totalt          | AHL totalt | 155 | 12 | 40 | 52 | 54 | 9  | 0 | 2  | 2  | 2  |
| WHL totalt | WHL totalt          | WHL totalt | 202 | 17 | 81 | 98 | 75 | 54 | 3 | 18 | 21 | 29 |